# Mirabeau (metrostation)
Mirabeau is een station van de metro in Parijs langs metrolijn 10 in het 16e arrondissement.
Treinen stoppen hier alleen in de richting Gare d'Austerlitz. De halte is genoemd naar Honoré Gabriel de Riqueti, graaf van Mirabeau.
Boulogne - Pont de Saint-Cloud · 
Boulogne - Jean Jaurès · 
Porte d'Auteuil · 
Michel-Ange - Auteuil · 
Église d'Auteuil · 
Michel-Ange - Molitor · 
Chardon-Lagache · 
Mirabeau · 
Javel - André Citroën · 
Charles Michels · 
Avenue Emile Zola · 
La Motte-Picquet - Grenelle · 
Ségur · 
Duroc · 
Vaneau · 
Sèvres - Babylone · 
Mabillon · 
Odéon · 
Cluny - La Sorbonne · 
Maubert - Mutualité · 
Cardinal Lemoine · 
Jussieu · 
Gare d'Austerlitz